# Alcohol deshidrogenasa

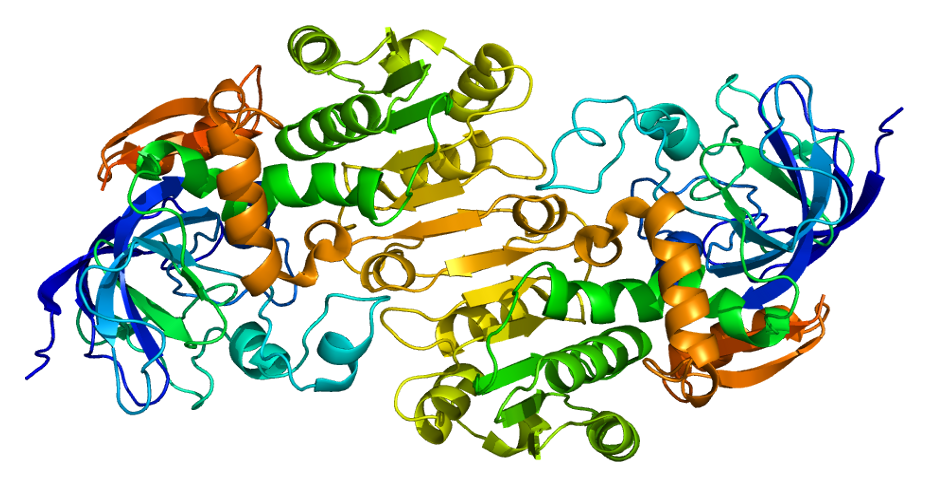
Estructura cristal·lina de l'ADH5 humà.

Les alcohol deshidrogenases (ADH), amb el número EC:1.1.1.1, són un grup d'enzims deshidrogenases que es presenten en molts organismes i faciliten la interconversió entre els alcohols i els aldehids o cetones amb la reducció del NAD a NADH (NAD+ a NADH). En humans i altres animals serveixen per degradar els alcohols que d'altra manera serien tòxics i participen en la formació d'aldehids cetones o grups d'alcohol útils durant la biosíntesi de diversos metabòlits. En els llevats, les plantes i molts bacteris, algunes alcohol deshidrogenases catalitzen la reacció oposada com una part de la fermentació per assegurar el constant subministrament de NAD+.

## Descobriment

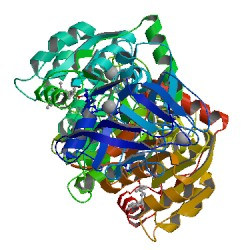
LADH (Liver Alcohol Dehydrogenase) del cavall

La primera alcohol deshidrogenasa va ser purificada el 1937 del Saccharomyces cerevisiae (llevat de forner). Molts aspectes del mecanisme catalític de l'ADH dels cavalls va ser estudiat per Hugo Theorell.
A principi de 1960 es va descobrir alcohol deshidrogenases en les mosques del gènere Drosophila.

## Propietats
Les alcohol deshidrogenases comprenen un grup de diversos isoenzims que catalitzen l'oxidació d'alcohols primaris i secundaris a aldehids i cetones, respectivament, i també poden catalitzar la reacció inversa. En els mamífers és na reacció redox (reducció/oxidació) que implica el coenzim nicotinamida adenina dinucleòtid (NAD+) i el cofactor PQQ.
L'alcohol deshidrogenasa és una proteïna dímer amb una massa de 80 kDa.
L'alcohol deshidrogenasa també està implicada en la toxicitat d'altres tipus d'alcohols: Per exemple oxida el metanol per produir formaldehid i etilen glicol que finalment dona àcid glicòlic i àcid oxàlic. Els humans tenen com a mínim 6 alcohol deshidrogenases lleugerament diferents.

## Alcoholisme i drogodependència
Hi ha estudis que mostren que els ADH poden tenir influència en el metabolisme de l'etanol en els alcohòlics i sembla que alcoholisme i drogodependència estan lligats. S'han trobat uns pocs gens relacionats amb l'alcoholisme i 7 gens relacionats amb la drogodependència, i la investigació està en curs.